# Dannebrog - Flådens skib nr. 1
Dannebrog - Flådens skib nr. 1 er en dansk dokumentarfilm fra 1984 instrueret af Anders Odsbjerg.

## Handling
Denne artikel mangler et handlingsreferat. Hjælp os med at skrive det.